# Les Cordes de la potence
Pour plus de détails, voir Fiche technique et Distribution.
Les Cordes de la potence (titre original : Cahill U. S. Marshal) est un western américain réalisé par Andrew McLaglen, sorti en 1973. Le rôle principal est tenu par John Wayne et le film est produit par son fils Michael pour la Batjac, la société créée par Wayne.

## Synopsis
Le marshal J.D. Cahill gagne le bivouac de cinq pilleurs de banque en cavale et parvient à les arrêter. Après quoi, il les ramène en train jusqu’à Valentine, dans le comté de Jeff Davis au Texas. Pendant ce temps, son fils aîné Danny est en cellule pour ivresse et désordre. Il s’est acoquiné avec trois malfaiteurs, également emprisonnés, pour commettre un braquage sans qu’on les soupçonne. À la faveur d’un incendie déclenché par le fils cadet de Cahill, Billy Joe, ils s’échappent de la prison, volent l’argent d’une banque en faisant deux victimes, et regagnent leurs cellules. Le butin est temporairement confié à Billy Joe par Fraser, le chef de la bande ; ce dernier menace successivement chacun des jeunes Cahill de tuer le frère de celui qui viendrait à les dénoncer.
Quand il rentre, le marshal apprend la mort du shérif Grady. Accompagné de Danny, dont il a fait son adjoint après l’avoir libéré, et aidé d’un chef Comanche devenu fermier, il piste les fuyards dans les collines environnantes. Ils tombent sur des vagabonds venant du Nouveau-Mexique. Les prenant pour les coupables, Cahill les fait prisonniers. Les vrais coupables sont restés en ville où ils tentent de soutirer à Billy Joe la cachette du magot. En leur échappant sous la pluie, il tombe malade de pneumonie.
Rongés par la culpabilité à l’idée que quatre innocents soient pendus, les deux frères décident de se sortir tout seuls d’affaire, sans savoir que leur père les surveille. Ils vont déterrer l’argent enfoui dans un cimetière, avec l’intention de le rendre à Fraser et de tout avouer ensuite. Ils se rendent armés à son repaire, un tunnel de mine désaffecté, où ils l’attendent pour lui remettre sa part et celle de ses complices. Sur le chemin du retour, ils sont interceptés par leur père dont l’ami indien a été tué. Il les avertit qu’il va empêcher la pendaison puis les laisse repartir seuls dans la nuit noire, craignant un guet-apens à chaque instant. Ils sont effectivement attaqués par les bandits qui leur reprennent le reste d’argent et s’apprêtent à les tuer. Surgit alors J.D. Cahill : celui-ci n’avait abandonné ses fils à leur sort que pour forcer Fraser et sa bande à se découvrir.

## Fiche technique
- Titre : Les Cordes de la potence
- Titre original : Cahill U. S. Marshal
- Réalisation : Andrew V. McLaglen
- Scénario : Harry Julian Fink et Rita Fink, d’après une histoire de Barney Slater
- Photographie : Joseph Biroc
- Montage : Robert L. Simpson
- Décors : Ray Moyer
- Musique : Elmer Bernstein
- Directeur artistique : Walter M. Simonds
- Producteur : Michael A. Wayne
- Sociétés de production : Batjac Productions et Warner Bros.
- Sociétés de distribution : Warner Bros.
- Pays de production :  États-Unis
- Durée : 103 min.
- Dates de sortie : 
  - États-Unis : 11 juillet 1973
  - France : 15 août 1973

## Distribution
- John Wayne (VF : Raymond Loyer) : J.D. Cahill
- George Kennedy (VF : Raoul Delfosse) : Abe Fraser
- Gary Grimes (VF : Thierry Bourdon) : Daniel « Danny » Cahill
- Neville Brand (VF : Henry Djanik) : chef Lightfoot
- Clay O'Brien : Billy Joe « Budger » Cahill[1]
- Marie Windsor (VF : Jacqueline Carrel) : Mme Hetty Green
- Morgan Paull : Struther
- Dan Vadis : Brownie
- Royal Dano : MacDonald
- Scott Walker (VF : Georges Atlas) : Ben Tildy
- Denver Pyle (VF : Harry-Max) : Denver
- Jackie Coogan (VF : Albert de Médina) : Charlie Smith
- Rayford Barnes (VF : Pierre Garin) : Pee Wee Simser
- Dan Kemp : Joe Meehan
- Harry Carey Jr. : Hank
- Walter Barnes (VF : Georges Atlas) : le shérif B.L. Grady
- Paul Fix (VF : Pierre Collet) : le vieil homme
- Hank Worden : Albert, le chef de gare
- James Nusser (VF : Henri Labussière) : le Dr Jones
- Murray MacLeod (VF : Daniel Gall) : le shérif adjoint Gordine
- Hunter von Leer : le shérif adjoint Kane
- Ralph Volkie (VF : Serge Sauvion) : Campbell, l'épicier

## Production
Les Cordes de la potence a été tourné au Mexique dans le Durango.

## Novélisation
Le scénario fait l'objet d'une novélisation sous le même titre par Joe Millard.

## DVD
Le film a fait l'objet d'une sortie sur le support DVD en France :
- Les Cordes de la potence (DVD-9 Snap Case) édité et distribué par Warner Bros. Home Entertainment France. Le ratio écran est en 2.35:1 panoramique 16:9. L'audio est en Français, Anglais et Italien 2.0 Mono Dolby Digital avec présence de sous-titres français, anglais, italiens, allemands, néerlandais, espagnols, arabes et roumains. En supplément le commentaire audio de Andrew V. McLaglen et un documentaire "Une star, un homme" (7' VOST). Il s'agit d'une édition Zone 2 Pal[2].